# Leeds, Alabama
Leeds är en stad (city) i Jefferson County, St. Clair County, och  Shelby County, i delstaten Alabama, USA. Enligt United States Census Bureau har staden en folkmängd på 11 797 invånare (2011) och en landarea på 59,2 km².